# X (游戏)
《X》是早期三维第一人称射击类电子游戏，由任天堂開發第一部和英國電子遊戲開發商Argonaut Software开发，並由任天堂于1992年5月29日发行。
遊戲的續作《X-Returns》（美版名：X-Scape，歐版名：3D Space Tank）於2010年在DSiWare发行。